# Robert Rey
Robert Rey (São Paulo, 1961. október 1. –) amerikai-brazil plasztikai sebész. Szerepelt az E! csatorna orvosi témájú valóságshowjában, a Dr. 90210-ben. Beverly Hillsben van magánrendelője.
Édesanyja a német Avelina Reisdörfer, édesapja az amerikai, honosított brazil Roberto Miguel Rey. 1974-ben költöztek Amerikába. Keresztény vallású, egy keresztény pártnak is tagja, fekete öves tékvondós és kék öves brazil dzsúdzsucus.